# Economia libidinale
Il termine economia libidinale , come definito dal filosofo francese Jean-François Lyotard, sta ad indicare un processo di domanda e risposta imperniata sulle pulsioni libidinali. Il tema è stato trattato da Lyotard nel suo libro Economie Libidinale (1974) e in due raccolte di saggi, Dérive à partir de Marx et Freud e Des Dispositifs Pulsionnels. 
Quando Karl Marx mette in luce il rovesciamento del circuito economico da M-D-M (merce-denaro-merce) nel deviato D-M-D dove l'investimento capitalistico del denaro nella produzione avviene al fine unico di produrre altro denaro, questo è un momento che assume una valenza positiva poiché:
L'odierna economia finanziaria è ormai presa in un vortice di scambi monetari che danno luogo ad altri inutili scambi . Tutto questo è il segno della crisi del desiderio che non ricerca più l'appagamento che, trasformato in energia monetaria, viene invece rinviato all'infinito. 
Deleuze e Guattari hanno visto in questa trasformazione dell'economia una forza di liberazione del desiderio che può essere soddisfatto senza ricorrere a strumenti trascendenti  È quindi quasi un merito del capitalismo che, come direbbe Marx, grazie alla sua potenza rivoluzionaria borghese «[...] libera i flussi del desiderio in un campo deterritorializzato» 
Deleuze e Guattari hanno immaginato questa meraviglia del capitalismo con i suoi flussi di liberazione all'infinito ma hanno dovuto riconoscere che «in verità non si è ancora visto nulla»  poiché «il capitalismo è definito da una crudeltà incommensurabile, perché ci fa morire gridando viva il capitale» . 
La strada da seguire secondo Lyotard è ora quella di  abbandonare le sterili proteste contro il capitalismo e di saper cogliere invece le forze delle pulsioni presenti al suo interno che generano desideri come energia utile strumento di emancipazione 